# 8527-es mellékút (Magyarország)
A 8527-es számú mellékút egy bő 6 kilométer hosszú, négy számjegyű országos közút Győr-Moson-Sopron vármegye területén; Soprontól vezet Fertőrákos központjának északi részéig.

## Nyomvonala
Sopron központjának északkeleti részén ágazik ki a 84-es főútból, annak a 121. kilométere közelében lévő körforgalmú csomópontjából, észak-északkelet felé. Pozsonyi út néven indul, elhalad a város Szent Mihály nevére szentelt temetője mellett, majd még az eső kilométerének elérése előtt kilép a belterületről. A 2. kilométere előtt csomóponttal keresztezi az M85-ös autóút nyomvonalát, majd a 3. kilométere táján eléri a központtól kissé különálló Tómalom városrészt, a folytatásban egy darabig annak nyugati szélén halad. A 4. kilométerétől már Sopronkőhida városrészben húzódik, elhalad a Sopronkőhidai Fegyház és Börtön létesítményei mellett, mintegy 4,5 kilométer után pedig átlép Fertőrákos területére.
Ott előbb kiágazik belőle észak felé a 8532-es út Piuszpuszta felé, majd elhalad Golgota településrész déli széle mellett, nem sokkal később pedig eléri Fertőrákos központjának északi részét. Ott ér véget, a fertőrákosi kőfejtő északi széle mellett, ahol délkelet felől beletorkollik a 8526-os út Kópháza-Balf felől. A két út találkozási pontjától tovább folytatódik – a 8527-es út vonalvezetését követve – egy, már nem országos közútnak minősülő, csak önkormányzati fenntartásúvá átsorolt út az országhatár irányába, emellett található Fertőrákos egyik fontos látnivalója, a közvetlenül a határátkelés előtt elhelyezkedő Mithrász-szentély. Az út a határt átszelve Fertőmeggyes (Mörbisch am See) felé vezet tovább, onnan pedig Ruszton (Rust) át Kismartonig (Eisenstadt) B52-es osztrák útszámozással folytatódik.
Teljes hossza, az országos közutak térképes nyilvántartását szolgáló kira.gov.hu adatbázisa szerint 6,357 kilométer.

## Települések az út mentén
- Sopron
- Fertőrákos